# پارک ملی سمبیلانگ
پارک ملی سمبیلانگ یک پارک ملی است که ۲۰۵۱ کیلومتر ۲ در امتداد ساحل شرقی سوماترا، اندونزی. این پارک مانند پارک ملی بربک که در همسایگی آن قرار دارد، پوشیده از باتلاق و جنگل‌های پیت است و هر دو پارک، تالاب‌های رامسر با اهمیت بین‌المللی هستند. این پارک به داشتن متنوع‌ترین جامعه پرندگان ساحلی جهان مشهور است که ۲۱۳ گونه در آن ثبت شده و همچنین میزبان بزرگ‌ترین کلنی تولیدمثلی لک‌لک شیری جهان است. مسیر دسترسی از پالم‌بانگ به پارک ملی سمبیلانگ شامل یک ساعت رانندگی، یک ساعت و نیم قایق‌سواری و سپس یک ساعت سفر زمینی است.

## گیاهان و جانوران
حدود نیمی از مساحت پارک با جنگل مانگرو پوشیده شده و باقی‌مانده شامل جنگل باتلاقی پوده، جنگل‌های گرمسیری دشت پایین، باتلاق‌های گلی، جنگل باتلاقی آب شیرین و جنگل رودخانه‌ای است.
این پارک زیستگاه ۵۳ گونه پستاندار از جمله ببر سوماترایی، فیل سوماترایی، تاپیر مالایی، گیبون چابک و سیامانگ در معرض خطر انقراض و همچنین پلنگ ابری سوندا، گربه مرمری، گربه سر صاف، خرس آفتاب و میمون دم خوکی جنوبی است. خزندگان شامل کروکودیل آب شور و قاریال کاذب هستند.
رودخانه‌های این پارک محل زندگی بیش از ۱۴۰ گونه ماهی و ۳۸ گونه خرچنگ و همچنین گونه‌های در معرض خطر انقراض سمور آبی اوراسیایی، سمور آبی با پوشش صاف، لاک‌پشت غول‌پیکر مالزیایی، لاک‌پشت جعبه‌ای آمبوینا، لاک‌پشت نرم‌پوست آسیایی، گراز دریایی بدون باله و دلفین ایراوادی هستند.
در این پارک بزرگ‌ترین کلونی زادآوری لک‌لک‌های شیری در جهان و یکی از بزرگ‌ترین کلونی‌هایاستخوان‌خور کوچک قرار دارد. از دیگر پرندگان در معرض خطر در این پارک می‌توان به لک‌لک طوفان، اردک بال سفید، آبچلیک پاسبز خال‌دار و گیلانشاه خاور دور اشاره کرد. جمعیت کل پرندگان این پارک تا یک میلیون تخمین زده شده است، در حالی که در طول زمستان تا ۱۰۰۰۰۰ پرنده مهاجر برای استراحت در اینجا توقف می‌کنند.

## حفاظت و تهدیدها
پارک ملی سمبیلانگ در سال ۲۰۰۳ تأسیس و اعلام شده است. این پارک در معرض تهدیدهایی مانند قطع غیرقانونی درختان در مقیاس کوچک قرار دارد که تأثیر منفی بر اکوسیستم آن می‌گذارد. علاوه بر این، فرسایش ساحلی به میزان ۱۵ متر در سال و فعالیت‌های مربوط به مزارع پرورش ماهی در نواحی ساحلی، فشارهای اضافی بر این منطقه وارد می‌کنند. برای مقابله با این تهدیدها، برنامه‌های بازسازی مانگرو در مساحتی حدود ۲۰۰ هکتار اجرا شده و همچنان گسترش می‌یابد تا به حفظ و احیای این اکوسیستم حیاتی کمک کند. برای مقابله با این تهدیدات، پروژه‌های احیای جنگل‌های مانگرو در سطح وسیعی آغاز شده است. تاکنون بیش از ۲۰۰ هکتار از جنگل مانگرو در این پارک بازسازی شده و این اقدامات همچنان ادامه دارد تا ضمن حفظ اکوسیستم‌های طبیعی، به کاهش فرسایش ساحلی و بهبود شرایط زیست‌محیطی کمک کند. این تلاش‌ها شامل کاشت نهال‌های حرا، پاک‌سازی مناطق آسیب‌دیده و آموزش جوامع محلی دربارهٔ اهمیت حفاظت از این منابع طبیعی است. با توجه به اهمیت پارک ملی سمبیلانگ در حفظ تنوع زیستی و نقش آن در مقابله با تغییرات اقلیمی، استمرار و تقویت برنامه‌های حفاظت و بازسازی، به همراه مشارکت فعال مردم محلی و نهادهای زیست‌محیطی، از اهمیت ویژه‌ای برخوردار است تا این میراث طبیعی برای نسل‌های آینده حفظ شود.
پارک ملی سمبیلانگ همراه با پارک ملی برباک همجوار در استان جامبی، در سال ۲۰۱۸ به‌عنوان بخشی از شبکه جهانی ذخایر زیست‌کره یونسکو به رسمیت شناخته شد.
در تاریخ ۱۵ ژانویه ۲۰۲۰، روزنامه جاکارتا پست اعلام کرد که جزیره بتهت، جزیره‌ای غیرمسکونی در پارک ملی سمبیلانگ، به‌دلیل تغییرات اقلیمی اکنون یک متر زیر سطح دریا فرورفته است. این جزیره زمانی زیستگاه ببر سوماترایی بود.